# The Navy Aviator
The Navy Aviator è un cortometraggio muto del 1914 diretto e interpretato da Sydney Ayres.

## Produzione
Il film fu prodotto dall'American Film Manufacturing Company.

## Distribuzione
Distribuito dalla Mutual, il film - un cortometraggio in una bobina - uscì nelle sale cinematografiche degli Stati Uniti il 13 maggio 1914